# The Light and Darkness War
The Light and Darkness War es una serie limitada de historietas publicada por Marvel Comics en seis números entre 1988 y 1989, escrita por Tom Veitch e ilustrada por Cam Kennedy.
Publicada originalmente por Epic Comics, una marca de Marvel Comics, Titán Books publicó una edición de tapa dura recopilatoria de la serie en mayo de 2015. Además de los seis números completos de la historieta original, el libro contiene un prólogo del comandante retirado de la Armada de los Estados Unidos y piloto de helicóptero Mike Beidler, una sesión informativa de antecedentes a cargo de Tom Veitch, un ensayo de Stephen R. Bissette, y un extenso boceto y arte de desarrollo de Cam Kennedy.

## Sinopsis de la trama
Lazarus Jones, un veterano discapacitado de la guerra de Vietnam que perdió las piernas en combate durante la explosión de un helicóptero que mató a cuatro de sus hermanos de armas, sufre un trastorno de estrés postraumático y cae en el abuso de alcohol y drogas. Años más tarde, viviendo una vida rayana en la desesperación, acaba por desear haber muerto con sus amigos.
Tras una emotiva visita junto a su esposa Chris al Monumento Conmemorativo a los Veteranos de Vietnam, sufre un accidente automovilístico que le deja en coma, durante el cual es transportado a otra dimensión donde sus amigos están vivos, sirviendo como guerreros en una batalla sin fin contra el Señor Na y las fuerzas de la Oscuridad Exterior.